# جون كوين (حكم كرة قاعدة)
جون كوين (بالإنجليزية: John Quinn)‏ هو لاعب كرة قاعدة أمريكي، ولد في 29 أغسطس 1897 في فيلادلفيا في الولايات المتحدة، وتوفي بنفس المكان في 4 يوليو 1968.